# عجایب هفتگانه طبیعت
کاربردهای دیگرعجایب جهان (ابهام‌زدایی)

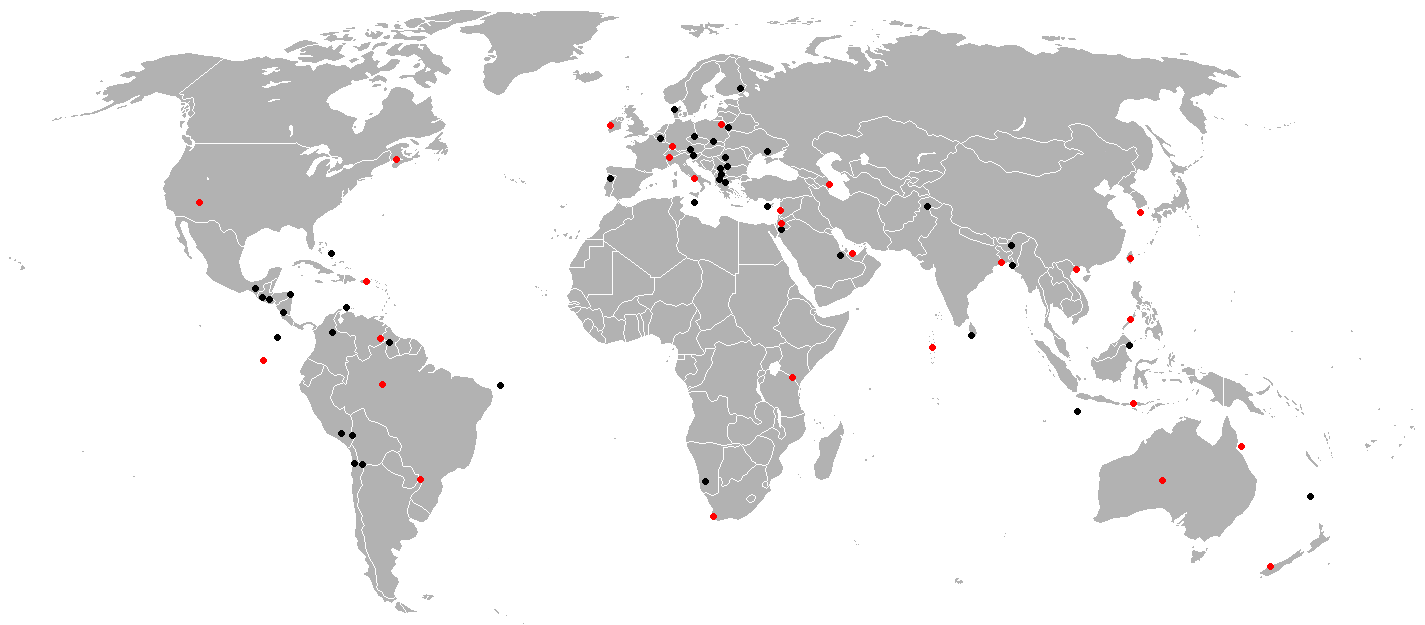
نقشه موقعیت عجایب طبیعی دنیا نقطه‌های قزمز ۲۸ مورد موجود در فهرست و نقطه‌های سیاه ۴۰ مورد رزرو برای انتقال به فهرست

برای انتخاب عجایب هفتگانه طبیعت حدود ۳۰۰ مکان از جاذبه‌های طبیعی سراسر دنیا توسط مردم پیشنهاد شده‌اند تا در رقابت «عجایب هفتگانهٔ طبیعی» دنیا شرکت کنند.
سایت ایترنتی بنیاد عجایب هفتگانه به نشانی:http://www.new7wonders.com برای حفظ جاذبه‌های طبیعی از خطر و حمایت از آن‌ها رای‌گیری‌ای در سال ۲۰۰۹ برگزار کرد که غار علی صدر همدان و قلهٔ دماوند از سوی ایران در میان کاندیدها بودند. 
با پایان یافتن رأی‌گیری، نخستین دور شمارش آرا در تاریخ ۱۱ نوامبر ۲۰۱۱ (۱۱/۱۱/۱۱) انجام شد و برندگان موقت آن به‌شرح زیر معرفی شدند.

## برندگان موقت
| مکان                     | کشور                                                                                | تصویر |
| ------------------------ | ----------------------------------------------------------------------------------- | ----- |
| جنگل و رود آمازون        | بولیوی، برزیل، کلمبیا، اکوادور، فرانسه (گویان فرانسه)، گویان، پرو، سورینام، ونزوئلا |       |
| خلیج ها لونگ             | ویتنام                                                                              |       |
| آبشار ایگواسو (پارک ملی) | آرژانتین، برزیل                                                                     |       |
| ججو-دو                   | کره جنوبی                                                                           |       |
| جزیره کومودو (پارک ملی)  | اندونزی                                                                             |       |
| پارک ملی پورتو پرنسس     | فیلیپین                                                                             |       |
| کوه تیبل (پارک ملی)      | آفریقای جنوبی                                                                       |       |

## دیگر فینالیست‌ها
| مکان                  | کشور              | تصویر |
| --------------------- | ----------------- | ----- |
| بو طینه               | امارات متحده عربی |       |
| دریای مرده            | اردن , اسرائیل    |       |
| دیواره بزرگ مرجانی    | استرالیا          |       |
| غار جعیتا             | لبنان             |       |
| کلیمانجارو (پارک ملی) | تانزانیا          |       |
| منطقه دریاچه‌ای مازوری | لهستان            |       |
| سونداربانس (پارک ملی) | بنگلادش, هند      |       |

## ۲۸ مکان انتخاب شده
| مکان                  | کشور                                                                       | تصویر |
| --------------------- | -------------------------------------------------------------------------- | ----- |
| جنگل آمازون           | بولیوی، برزیل، کلمبیا، اکوادور، گویان فرانسه، گویان، پرو، سورینام، ونزوئلا |       |
| آبشار آنجل            | ونزوئلا                                                                    |       |
| خلیج فاندی            | کانادا                                                                     |       |
| جنگل سیاه             | آلمان                                                                      |       |
| بو طینه               | امارات متحده عربی                                                          |       |
| صخره‌های موهر          | جمهوری ایرلند                                                              |       |
| دریای مرده            | اسرائیل، اردن                                                              |       |
| ال یونکی              | ایالات متحده آمریکا، پورتوریکو                                             |       |
| گالاپاگوس             | اکوادور                                                                    |       |
| گرند کنیون            | ایالات متحده آمریکا                                                        |       |
| دیواره بزرگ مرجانی    | استرالیا                                                                   |       |
| خلیج ها لونگ          | ویتنام                                                                     |       |
| آبشار ایگواسو         | آرژانتین، برزیل                                                            |       |
| غار جعیتا             | لبنان                                                                      |       |
| ججو-دو                | کره جنوبی                                                                  |       |
| کلیمانجارو            | تانزانیا                                                                   |       |
| پارک ملی کومودو       | اندونزی                                                                    |       |
| مالدیو                | مالدیو                                                                     |       |
| منطقه دریاچه‌ای مازوری | لهستان                                                                     |       |
| ماترهورن              | ایتالیا، سوئیس                                                             |       |
| آبدره میلفورد         | نیوزیلند                                                                   |       |
| گل‌فشان‌ها              | جمهوری آذربایجان                                                           |       |
| پارک ملی پورتوپرنسس   | فیلیپین                                                                    |       |
| سونداربانس            | بنگلادش، هند                                                               |       |
| کوه تیبل              | آفریقای جنوبی                                                              |       |
| اولورو                | استرالیا                                                                   |       |
| وزوو                  | ایتالیا                                                                    |       |
| یوشان                 | تایوان                                                                     |       |

## انتقادها
معاون وزیر گردشگری اندونزی اعلام داشت که شرکت گردانندهٔ کمپین عجایب هفت‌گانهٔ نوین از تاکتیک‌هایی نهانی استفاده نموده و تهدیدکرده‌است در صورت عدم برگزاری مراسم اعلانی ۳۵ میلیون دلاری از سوی اندونزی، نام پارک ملی کومودوی آن کشور را از این فهرست حذف خواهد نمود. از سوی دیگر در طی روند رأی‌گیری برای عجایب هفتگانهٔ نوین طبیعت، هیچ ممنوعیتی برای چندین نوبت رأی‌دادن وجود نداشت که در نتیجه، نتایج این رأی‌گیری می‌توانست با دخالت دولت‌ها و در راستای جذب گردشگر بیشتر برای کشورشان تغییر یابد، چنانچه رئیس‌جمهور فیلیپین، بنینو سیمئون آکینوی سوم در زمان اعلام رسمی انتخاب پارک ملی رود زیرزمینی پوئرتو پرینسسا به‌عنوان یکی از ۲۸ فینالیست این رأی‌گیری، از ۸۰ میلیون مشترک تلفن همراه در این کشور خواست تا با ارسال نام این پارک از طریق اس‌ام‌اس در رأی‌گیری شرکت کنند. «ما در روز ۲ میلیارد پیام کوتاه می‌فرستیم و تنها ۱ میلیارد رأی دیگر برای انتخاب پارک ملی پوئرتو پرینسسا نیاز داریم که می‌توانیم در نصف روز به این میزان برسیم». او ادامه داد: «من از تمامی مردم می‌خواهم تا آنجا که می‌توانند به رودخانهٔ زیرزمینی پوئرتو پرینسسا رأی دهند تا این مکان به‌عنوان یکی از عجایب هفتگانهٔ نوین طبیعت انتخاب شود».